# JR北海道労働組合
JR北海道労働組合（ジェイアールほっかいどうろうどうくみあい）は、北海道旅客鉄道（JR北海道）の労働組合。略称は「JR北労組」。日本鉄道労働組合連合会（JR連合）に加盟している。

## 概要
2018年2月時点で労働組合に所属する社員の8％に当たる460人を組織する第二組合である。2003年10月26日に、北海道鉄道産業労働組合に国鉄労働組合からの脱退者が加わり、名称変更したことにより発足した。
そして、2022年のJR北海道の新入社員のうち12人が新たに加入した組合でもある。
先述したようにJR連合に加盟しており、最大組合であり全日本鉄道労働組合総連合会（JR総連）に加盟する北海道旅客鉄道労働組合（JR北海道労組）には一方的に敵視されているのが現状である。

## 活動
JR北海道労組と会社の癒着が深刻であることから、JR北労組と会社の関係も対立含みであり、前身の北海道鉄産労だった時代からJR北労組の組合員が人事などで不利な扱いを受けたり、会社行事への参加や労働協約の締結を拒否されるなどの事態が起きており、これらの事案が労働委員会や裁判所によって不当労働行為と認定されたことも少なくない。
JR北労組はJR北海道労組の体質、JR北海道労組と会社の癒着に2010年代以降相次いだJR北海道の一連の事故や不祥事の原因の一端があると主張しており、JR北海道労組と他労組の対立などによって生じた閉鎖的な社風の改善、JR北海道労組に偏重した労政の是正など8つの項目を軸とする「JR北海道再生プラン」を提唱し、会社の改革を訴えている。一連の事故・不祥事のさなかであった2013年には「安全確保のための4労組（JR北労組・JR北海道労組・国労北海道・建交労北海道）共同行動」を呼び掛けたが、これは不発に終わっている。
このほか、JR北海道が2016年7月に自力での維持が困難とする路線を発表し、「持続可能な交通体系の確立」のためとしてバス転換もしくは路線維持に向けた財政支援を自治体に求めた際（北海道旅客鉄道#維持困難路線の公表も参照）には、安定的な経営基盤や安全最優先の企業風土の確立に資するものとして会社の取り組みを支持し、全面的に協力する姿勢を示している。